# Jean-Dominique Krynen
Pour les articles homonymes, voir Krynen.
Jean-Dominique Krynen est un compositeur, musicologue et pédagogue né en 1958 à Toulouse.

## Biographie
Issu d'un milieu universitaire et hispanisant, Jean-Dominique Krynen accomplit sa formation initiale au conservatoire national de région de Toulouse, puis se consacre de 1977 à 1986 à ses études d’écriture musicale à Paris, d’abord avec Yvonne Desportes, puis au Conservatoire national supérieur de musique et de danse de Paris. Il y obtient les premiers prix d’harmonie, de contrepoint et d’orchestration dans les classes d’Alain Bernaud, Jean-Paul Holstein et Serge Nigg.
Parallèlement, il suit régulièrement de 1978 à 1986 les sessions semestrielles de phénoménologie musicale et les académies d’été de direction d’orchestre de Sergiu Celibidache, à Mayence et Munich. C’est à l’influence de ce dernier maître qu’il doit l’essentiel de ses convictions musicales.
Sa vocation de compositeur se dessine tout au long de ces années en marge des sphères autorisées de la création contemporaine. Le constat du nombre croissant d’artistes de sa génération vivant la même expérience l’encourage à présenter avec succès sa candidature à la Casa de Velázquez (Enseignement Supérieur et Recherche - Académie des Beaux-Arts). Résidant de 1992 à 1994 en Espagne (Grenade), il y approfondit de façon décisive la composition musicale.
Entretemps, un intérêt constant pour l'apprentissage musical sous tous ses aspects lui fournit plusieurs terrains d’activité : enseignement, direction de conservatoires, orchestration, édition musicale, traduction. De 2001 à 2009, il assura ainsi la direction du Conservatoire à rayonnement départemental d'Orléans.

## Œuvres
Parmi ses œuvres on distingue :
- un quatuor à deux altos,
- trois Chansons de l'Amour divin (Saint Jean de la Croix) pour 3 voix égales et harpe,
- Calvaire des Innocents pour orchestre,
- La Noche oscura (Saint Jean de la Croix) pour baryton, chœur d’hommes et orgue,
- Con grazia ed intimissimo sentimento pour quintette à vent,
- Régates pour violoncelle et petit orchestre,
- Sainte-Sophie reconsacrée pour double chœur (en langues latine et grecque) et orchestre.